# Philippe III de Nassau-Weilbourg
Philippe III de Nassau-Weilbourg (en allemand Philip III von Nassau-Weilburg), né le 20 septembre 1504 à Neuweilnau et mort le 4 octobre 1559 à Weilbourg, est comte de Nassau-Weilbourg de 1523 à 1559. Parmi ses principales réalisations, on retiendra la mise en œuvre de la Réforme, la fondation du lycée Philippinum et le début de la construction de l'actuel Palais Weilburg. 

## Famille
Fils de Louis Ier de Nassau-Weilbourg (* 1473 - † 1523) et de Marguerite de Nassau-Wiesbaden. À l'âge de 19 ans, à la mort de son père, il prend la tête du comté.
En 1523, Philippe III de Nassau-Weilbourg épouse Élisabeth de Sayn (†1531), (fille du comte Gérard III de Sayn). Deux enfants naissent de cette union :
- Louis de Nassau-Weilbourg (1524-?)
- Philippe de Nassau-Weilbourg (1526-?)

Veuf, Philippe III de Nassau-Weilbourg épouse en 1536 Anne de Mansfeld (†1537), fille du comte Albert de Mansfeld. Ils ont un enfant :
- Albert de Nassau-Weilbourg, comte de Nassau-Weilbourg

De nouveau veuf, Philippe III de Nassau-Weilbourg épouse en 1541 Amélie d'Isemburg-Budingen (1522-1602), fille du comte Jean d'Isemburg. Trois enfants naissent de cette union :
- Philippe IV de Nassau-Weilbourg (1542-1602), comte de Nassau-Sarreburück, en 1563, il épousa Érika de Mandersheid (1546-1581), un enfant est né de cette union. Veuf, il épousa en 1583 Élisabeth de Nassau-Dillenbourg (1564-1611), (fille du comte Jean Ier de Nassau-Dillenbourg)
- Ottilie de Nassau-Weilbourg (1546-1607), en 1567 elle épousa le comte Othon Ier de Salm-Kyrbourg (†1607)
- Anne de Nassau-Weilbourg (1549-1598), en 1588 elle épousa le comte Frédéric Ier de Salms-Neufville (†1608).

Philippe III de Nassau-Weilbourg appartint à la septième branche (Nassau-Weilbourg) issue de la seconde branche (Nassau-Wiesbaden-Idstein) de la Maison de Nassau. Cette lignée de Nassau-Weilbourg appartint à la tige valmérienne qui donna des grands-ducs au Luxembourg.
Philippe III de Nassau-Weilbourg est l'ascendant de l'actuel grand-duc Henri Ier de Luxembourg.